# Урочище Гала
Урочище Гала — лісовий заказник місцевого значення в Україні. Розташований на території Олевського району Житомирської області, на схід від села Хочине. 
Площа 1454 га. Статус присвоєно згідно з рішенням 16 сесії обласної ради V скликання від 15.08.2008 року № 642. Перебуває у віданні ДП «Олевський лісгосп АПК» (Копищанське лісництво, кв. 21—25, 38—43, 46, 47).
Статус присвоєно для збереження для збереження в природному стані соснових лісів, а також видів флори і фауни, які перебувають під загрозою зникнення. З рослин — це смілка литовська, козельці українські та костриця поліська; з тварин — видра річкова, глушець, чорний лелека (занесені до Червоної книги України).